# 패리스 고벌
패리스 고벌(Parris Goebel, MNZM, 1981년 9월 3일 ~ )는 뉴질랜드의 안무가, 댄서, 가수, 감독, 배우이다.